# Heliophila linearis
Heliophila linearis är en korsblommig växtart som först beskrevs av Carl Peter Thunberg, och fick sitt nu gällande namn av Dc. Heliophila linearis ingår i släktet solvänner, och familjen korsblommiga växter.

## Underarter
Arten delas in i följande underarter:
- H. l. linearifolia
- H. l. linearis
- H. l. reticulata

## Bildgalleri

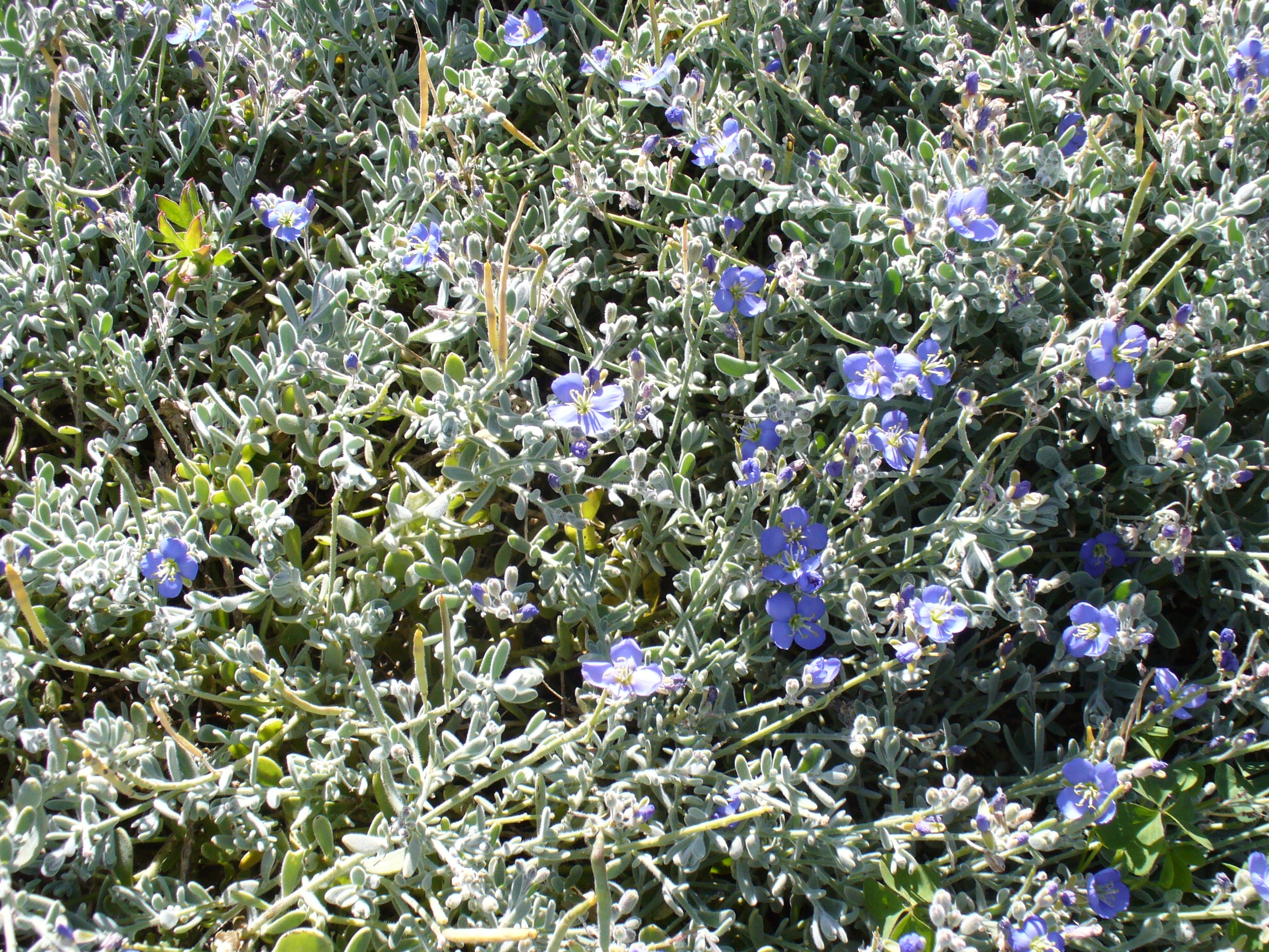
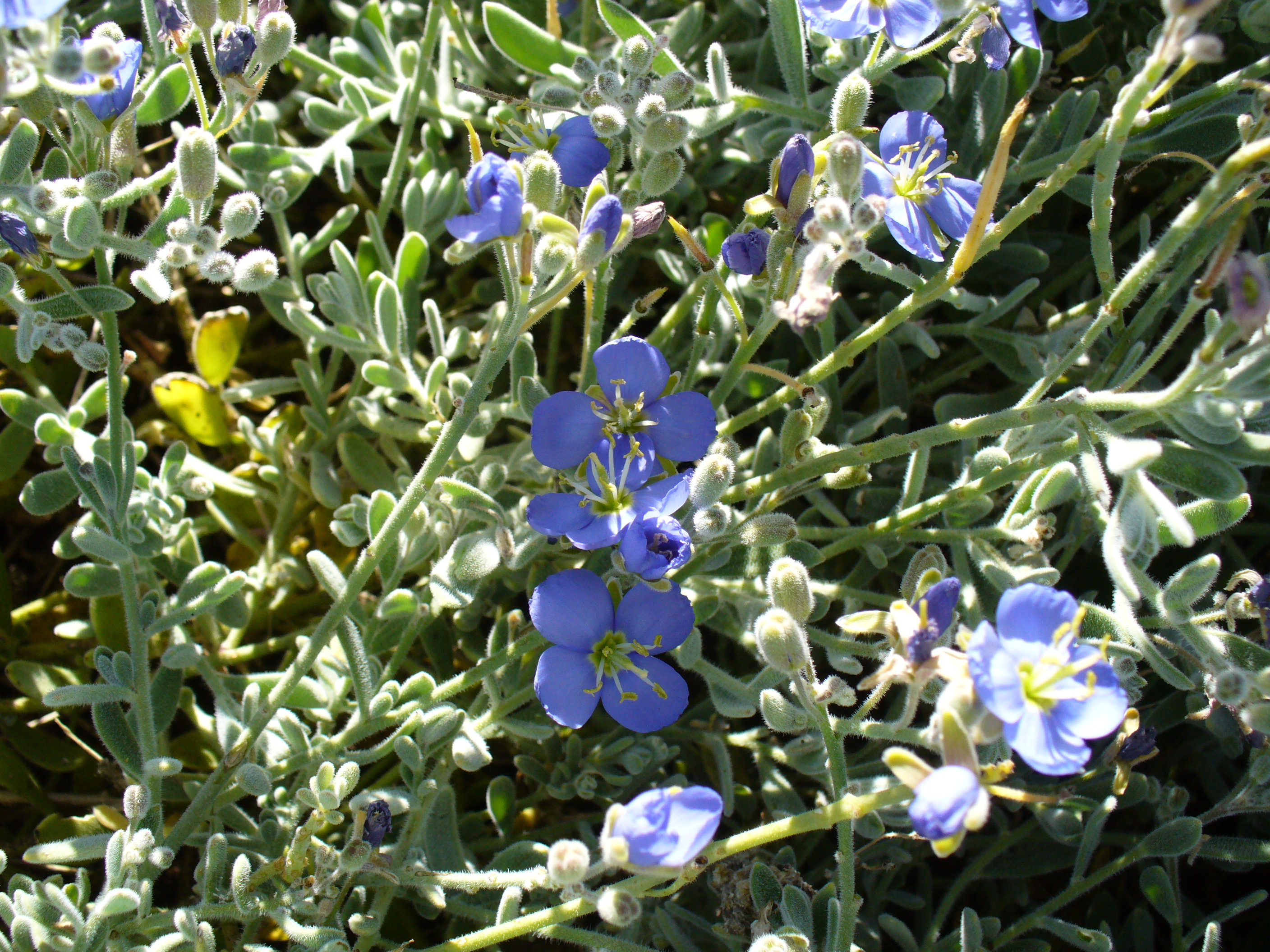